# Peter Griffin (forfatter)
 For alternative betydninger, se Peter Griffin. (Se også artikler, som begynder med Peter Griffin)
Peter Griffin (f. 1965), dansk forfatter, som debuterede med den psykologiske thriller Den anden mand, der blev udgivet i 2000 og påbegyndt i begyndelsen af 90’erne.
Griffin har dansk/ engelske forældre.

## Ekstern henvisning
- Griffins hjemmeside Arkiveret 2. april 2008 hos  Wayback Machine